# Katy Perry Live: Witness World Wide
Katy Perry Live: Witness World Wide là một chương trình phát trực tiếp trên YouTube trong bốn ngày của ca sĩ Katy Perry phát sóng từ ngày 8 đến 12 tháng 6 năm 2017. Điểm đặc biệt là Perry sống trong ngôi nhà theo phong cách nhà hát Kim Sing với máy ảnh quảng bá album phòng thu thứ năm của cô, Witness. Nó bắt đầu vào ngày 8 tháng 6 và kết thúc bằng buổi hòa nhạc miễn phí vào ngày 12 tháng 6 tại Los Angeles.
Trong các buổi phát trực tiếp, Perry đã thực hiện các hoạt động trong nhà, bao gồm ăn, chơi với những chú chó của cô và ngủ cũng như những khoảnh khắc khác nhận được sự chú ý lớn của truyền thông. Trong một buổi trị liệu tâm lý kéo dài một giờ, Perry trở nên rất xúc động khi cô công khai cuộc sống của mình, bao gồm lạm dụng rượu, ý định tự tử trong quá khứ và mối quan hệ của cô với cha mẹ theo đạo Tin Lành. Chương trình phát trực tiếp đã thu hút hơn 49 triệu lượt xem từ 190 quốc gia khác nhau. Một cảnh hậu trường đặc biệt dành cho các buổi phát trực tiếp mang tên Will You Be My Witness? được công chiếu trên YouTube Red vào ngày 4 tháng 10 năm 2017.